# Siphonolaimus obtusicaudatus
Siphonolaimus obtusicaudatus är en rundmaskart. Siphonolaimus obtusicaudatus ingår i släktet Siphonolaimus och familjen Siphonolaimidae. Arten är reproducerande i Sverige. Inga underarter finns listade i Catalogue of Life.